# Hogan Island
Hogan Island è l'isola maggiore del Hogan Group nello stretto di Bass, in Tasmania (Australia).

## Geografia
Hogan è un'isola di granito situata poco all'interno dei confini statali della Tasmania a sud-est del promontorio Wilsons, il punto più meridionale dell'Australia. Hogan si trova a est di Rodondo Island e a nord-ovest del Kent Group e delle isole Furneaux. L'isola ha una superficie di 2,32 km² e l'altezza massima è di 116 m.
Fanno parte dello stesso Hogan Group: Twin Islet (39°12′08″S 146°59′04″E), Long Islet (39°12′27″S 146°59′59″E), East Islet (39°12′51″S 147°01′21″E), Round Islet  (39°13′42″S 146°59′51″E) e Boundary Islet, chiamata anche  North East Islet, che si trova esattamente sul confine marittimo tra la Tasmania e lo stato di Victoria.
Le isole dei gruppi Hogan, Kent e Furneaux facevano parte di un ponte terrestre che collegava la Tasmania all'Australia continentale fino alla fine del Pleistocene. Dopo la fine del periodo glaciale, il gruppo Hogan è stato il primo ad essere isolato dall'innalzamento del livello del mare.

### Fauna
Sull'isola nidifica la berta codacorta, il pinguino minore blu, il prione fatato, il gabbiano del Pacifico, il gabbiano australiano e la beccaccia di mare fuligginosa.
Tra i rettili presenti c'è la Tiliqua scincoides scincoides, il Niveoscincus metallicus, la Bassiana duperreyi, il Lerista bougainvillii e l'Egernia whitii.

## Storia
Il gruppo Hogan fu scoperto dagli europei e nominato nel 1801 da John Black, capitano della Harbinger, che intitolò il gruppo di isole in onore Michael Hogan, il proprietario della sua nave. Ci sono testimonianze di coloni sul gruppo di isole, che cacciavano foche e canguri e le usavano per il pascolo.